# يو إس إس دولفين
يو إس إس دولفين (بالإنجليزية: USS Dolphin)‏، هي غواصة أبحاث أمريكية، بنيت خصيصا لإستخدامها لأغراض علمية وتجريبية. كانت الغواصة خلال سنوات اشتغالها تابعة لبحرية الولايات المتحدة الأمريكية، حينها كانت تصنف كأحدث مركبة غوص تحت الماء.
دخلت الخدمة لأول مرة في سنة 1968، وأحيلت على التقاعد سنة 2007.

## البناء والخدمة
وضع العارضة الأولى لغواصة دولفين بداية من 9 نوفمبر 1962 بحوض بورتسموث لبناء السفن في مدينة كيتري، ولاية ماين الأمريكية. بحلول 8 يونيو 1968 كانت الغواصة جاهزة، وتم إطلاقها  بتكليف من دانيال إينوي، لتدخل الخدمة رسميا في 17 أغسطس 1968. على الرغم من أعمال الإصلاح والترقية الذي شهدته الغواصة، فقد تم إيقافها في 15 يناير 2007 بعد حوالي 39 سنة من الخدمة، وضمن ذات التاريخ تم سحبها من ما يسمى سجل السفن البحرية. هي الآن عبارة عن سفينة متحف في خليج سان دييغو تحت إشراف «متحف سان دييغو البحري».

## التصميم
أهم إنجاز فني في تطوير عواصة الدلفين، يتمثل في بدن الضغط نفسه. وهو عبارة عن اسطوانة بقطر ثابت، مغلقة في نهاياتها مع رؤوس نصف كروية، وتستخدم هياكل عميقة بدلا من الحواجز.
هذا وقد تم الحفاظ على تصميم كامل بدن الضغط ليكون بسيطا قدر الإمكان لتسهيل استخدامه في التجارب الهيكلية والاختبارات. كما تم تقليل الفتحات على الهيكل إلى أدنى حد ممكن من أجل ضمان القوة والوزن الأدنى للهيكل، بالإضافة إلى إزالة المصادر المحتملة اتعرض الغواصة للغمر بالماء والغرق. الغواصة ليس لديها سارية أنبوب التنفس (سنوركل)؛ فتحتها الصغيرة الوحيدة يجب أن تكون مفتوحة بينما تكون محركات الديزل خاصتها قيد التشغيل.

## الاستعمال
تتعدد الأنشطة التي يمكن استعمال غواصة يو اس اس دولفين فيها بين أنشطة مدنية وأخرى بحرية، حيث تم تجهيز الغواصة بمجموعة واسعة من الأجهزة المتطورة التي يمكنها دعم البعثات، مثل بعثات البحوث في المياه العميقة والساحلية، المسوحات القريبة من القاع ومسوحات المحيطات، إطلاق الأسلحة، اختبارات أجهزة الاستشعار، وأيضا التقييمات الهندسية.
لأنها صممت أساسا كمنصة اختبار، تتميز دولفين بإمكانية تعديلها داخليا وخارجيا للسماح بتركيب ما قد يصل إلى 12 طن من معدات الاختبارات والبحوث الخاصة. تمتلك الغواصة عددا من نقاط التركيب الداخلية والخارجية، العديد من موصلات البدن الإلكترونية، وما يصل إلى عشرة من إطارات حمل المعدات لاستخدام المشروع.

## سجل الخدمة
في أغسطس 1969، أطلقت غواصة يو إس إس دولفين طربيد على أكبر عمق  تم فيه إطلاق طربيد في أي وقت مضى.
وتشمل الأمثلة الأخرى لعمل عواصة دولفين قيامها ب:
- أول الاتصالات البصرية الناجحة من الغواصة إلى الطائرة.[3]
- تطوير هوائي منخفض التردد إلى أقصى حد (ELF) للغواصات من نوع أوهايو.
- تقييم مختلف التقنيات الغير صوتية المستعملة في الحرب المضادة للغواصات المعروفة اختصارا ب ASW (المستعملة في تعقب وردع غواصات العدو).
- تقييم مختلف احتمالات اعتراض أجهزة السونار أثناء نشاطها.
- أول اختبار تحت بحري ناجح لنظام السونار بي كيو إس 15.
- تطوير نظام إدارة الهدف بدقة عالية.
- تقييم «القوة الأساسية الخامسة» المحتملة.
- أول اتصال ثنائي الاتجاه بالليزر ناجح من غواصة إلى طائرة.
- الغوص على أكبر عمق تصل له غواصة (أكثر من 3000 قدم).[4]

بحلول سنة 1993 تمت إعادة ترميم عواصة يو إس إس دولفين.
في أواخر التسعينات، قامت دولفين باختبار نظام السونار الجديد. حيث بفضل جهود دوفين، سيتم الآن دمج هذا النظام الجديد في الأسطول.

## حادثة اندلاع حريق
قبالة سواحل ولاية كاليفورنيا، وبينما كانت عواصة يو إس إس دولفين تطفو على السطح، بعيد إعادة شحنها لبطاريتها، فشل ختم باب أنبوب الطوربيد، فبدأ الماء في غمر الغواصة. بسبب الرياح العاتية وعلو الأمواج الذي تراوح بين 10 و11 قدم (3 و3.4 متر) في المحيط، دخل ما يقرب من 70 إلى 85 طن من المياه للغواصة. ما أدى إلى غمر اللوحات الكهربائية والتسبب في اشتعال النيران.
بعد حوالي 90 دقيقة، لم يتمكن خلالها الطاقم من السيطرة على النيران وكذا الماء الذي يغمر باستمرار المركبة، الشئ الذي دفع الضابط ستيفن كيليتى، قائد دوفين، طاقمه المكون من 41 فردا و2 من أفراد البحرية المدنية للتخلي عن الغواصة. كانت سفينة أبحاث المحيطات مكجاو تعمل في منطقة مجاورة، فاستجابت فورا لنداء الاستغاثة الذي أطلقه كيليتي للحصول على المساعدة. ليتم اجلاءهم بواسطة قارب إلى مكجاو بعد ان تم تأمين البوابات. وتم انتشال جميع أفراد الطاقم بأمان، مع تسجيل إصابات طفيفة فقط. شاركت في عملية الإنقاذ أيضا مروحية تابعة لحرس السواحل الأمريكي حيث قامت بانتشال اثنين من الطاقم. فيما بعد نقلت سفينة ماغاو الطاقم إلى سان دييغو. الاستجابة السريعة للطاقم وضعت الغواصة في حالة مستقرة، حيث تم سحبها إلى سان دييغو في اليوم التالي.
خضعت دولفين لأعمال إصلاح وترقية دامت زهاء الثلاثة سنوات ونصف بتكلفة بلغت 50 مليون دولار، وأكملت التجارب البحرية في صيف سنة 2005، ثم عادت من جديد لأداء واجباتها لمدة سنة واحدة.

## التقاعد
بحلول منتصف سنة 2006، قررت البحرية أن تحيل دولفين  على التقاعد، مستشهدا بتكلفة تشغيلها الباهضة التي وصلت إلى 18 مليون دولار سنويا. وبالفعل تم إخراجها من الخدمة مطلع الثاني والعشرين من سبتمبر سنة 2006، ثم إزالتها من سجل السفن البحرية في 15 يناير 2007. مسيرتها الوظيفية البالغة حوالي 38 عاما، تعد الأطول في تاريخ غواصات البحرية الأمريكية.
في سبتمبر 2008، تم إرسال الغواصة إلى متحف سان دييغو البحري، لتصبح القطعة الثامنة في مجموعته العائمة. بحلول 4 يوليو 2009، تم افتتاحها للمرة الأولى في وجه الجمهور. 